# Mászt
Mászt (szlovákul: Mást, németül: Maast) Stomfa város településrésze Szlovákiában, a Pozsonyi kerületben, a Malackai járásban.

## Fekvése

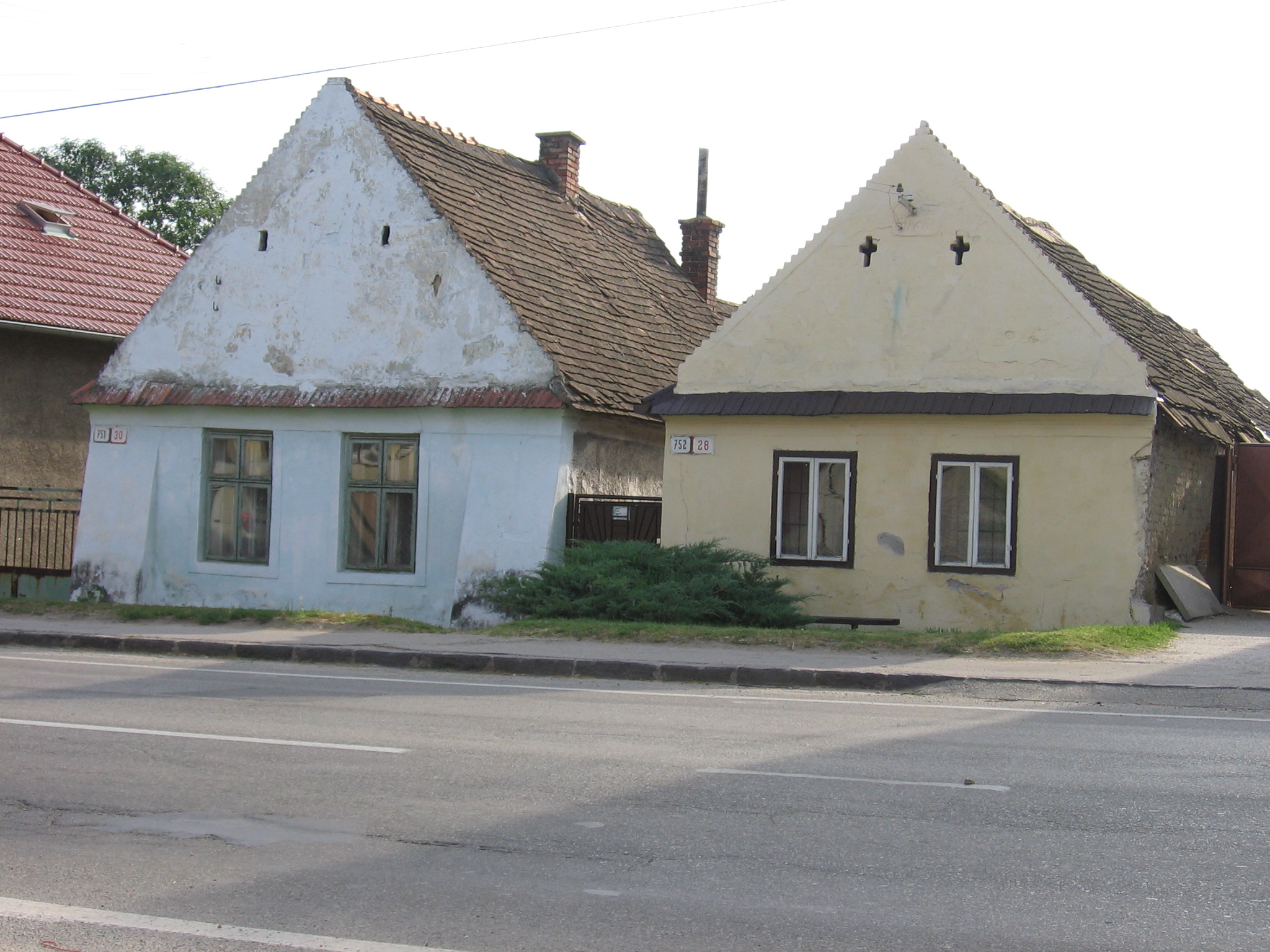
Habán házak Mászton

Pozsonytól 15 km-re északra fekszik.

## Története

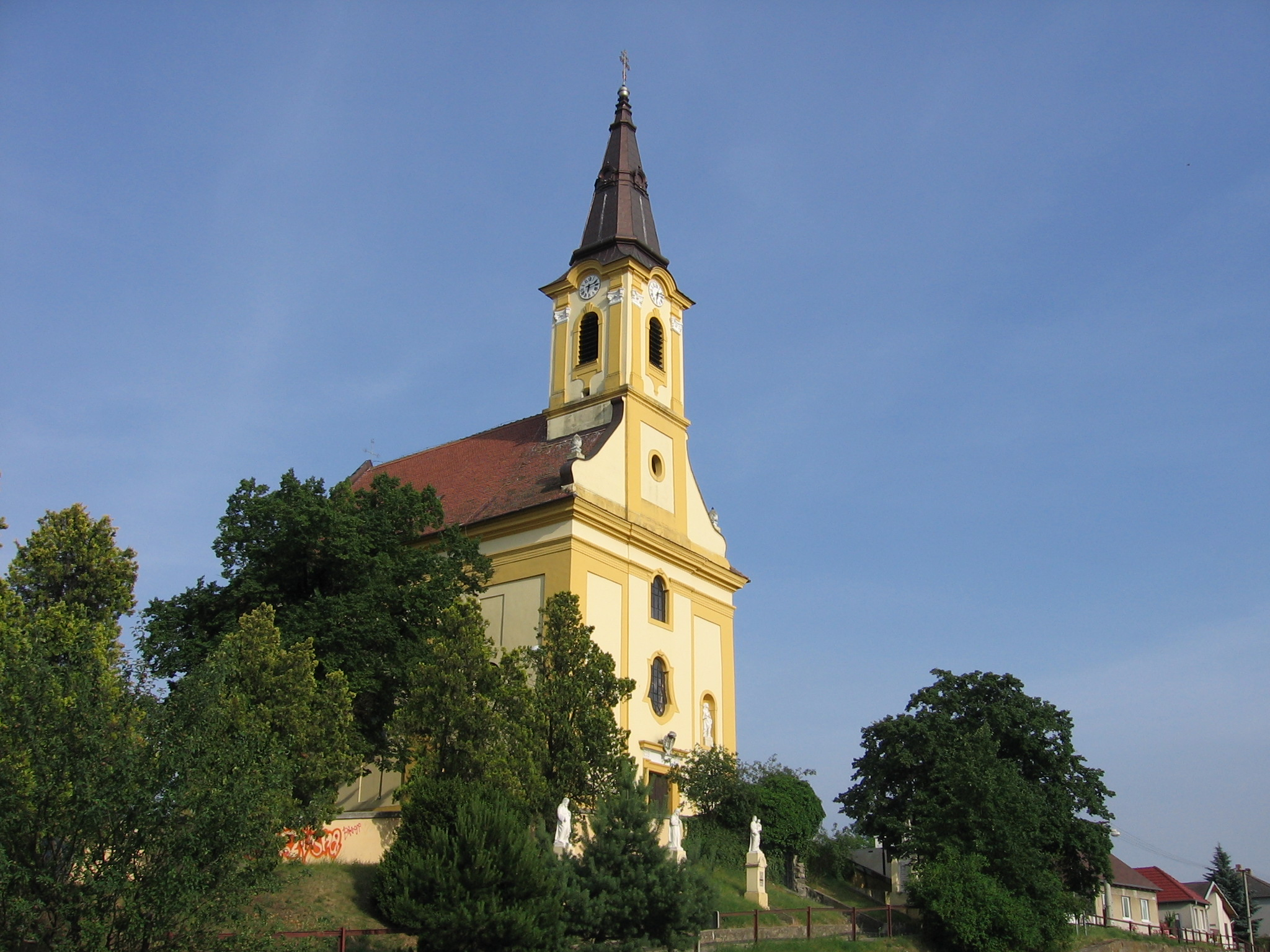
A római katolikus templom

A trianoni békeszerződésig Pozsony vármegye Pozsonyi járásához tartozott.

## Népessége
1910-ben 852, túlnyomórészt szlovák lakosa volt.